# Глейдс (округ, Флорида)
Шаблон:StateAbbr_ 26°57′ пн. ш. 81°11′ зх. д. / 26.95° пн. ш. 81.19° зх. д.
Округ Глейдс (англ. Glades County) — округ (графство) у штаті Флорида, США. Ідентифікатор округу 12043.

## Історія
Округ утворений 1921 року.

## Демографія
За даними перепису 2000 року загальне населення округу становило 10576 осіб, зокрема міського населення було 2908, а сільського — 7668. Серед мешканців округу чоловіків було 5801, а жінок — 4775. В окрузі було 3852 домогосподарства, 2764 родин, які мешкали в 5790 будинках. Середній розмір родини становив 2,91.
Віковий розподіл населення поданий у таблиці:
| Стать    | До 15 років | 15-21 | 22-29 | 30-39 | 40-49 | 50-65 | 65-85 | Понад 85 |
| -------- | ----------- | ----- | ----- | ----- | ----- | ----- | ----- | -------- |
| Чоловіки | 1005        | 459   | 682   | 843   | 785   | 998   | 967   | 62       |
| Жінки    | 921         | 396   | 368   | 581   | 574   | 974   | 881   | 80       |

## Суміжні округи
- Гайлендс — північ
- Окічобі — північний схід
- Мартін — схід
- Палм-Біч — південний схід
- Гендрі — південь
- Лі — південний захід
- Шарлотт — захід
- Де-Сото — північний захід